# Darío Maravall Casesnoves
Darío Maravall Casesnoves (Játiva, Valencia, 23 de marzo de 1923 - Madrid, 23 de noviembre de 2016) fue un ingeniero agrónomo español, miembro de la Real Academia de Ciencias Exactas, Físicas y Naturales. Cabe señalar que su padre, ingeniero de profesión, había sido alcalde de Játiva y con posterioridad decidió el traslado de su familia a Madrid con el fin de dar la mejor formación universitaria posible, tanto a Darío como a sus hermanos Héctor y José Antonio Maravall.
Darío Maravall fue Académico de número de la Real Academia de Doctores, catedrático de Universidad y Doctor Ingeniero Agrónomo y en Ciencias Matemáticas. Ha sido nombrado doctor honoris causa de la Universidad Politécnica de Valencia. Y se le han concedido la Medalla de Oro de la Universidad Politécnica de Madrid y Director Honorario Perpetuo de dos de sus Departamentos Interescuelas. Fue nombrado miembro de honor de la Asociación Nacional de Ingenieros Agrónomos e hijo adoptivo de la ciudad de Valencia. Ha publicado más de veinte libros y cerca de doscientas memorias de física, matemáticas y sus filosofías. En total cerca de quince mil páginas. Ha publicado en varios idiomas extranjeros o ha sido traducido a ellos. 